# Antinniemi (ö i Kajanaland)
Antinniemi är en ö i Finland. Den ligger i sjön Alanteenjärvi och Parvajärvi och i kommunen Suomussalmi i den ekonomiska regionen  Kehys-Kainuu  och landskapet Kajanaland, i den centrala delen av landet, 600 km norr om huvudstaden Helsingfors. Öns area är 0,4 hektar och dess största längd är 100 meter i nord-sydlig riktning.